# 张佛泉
张佛泉（1908年—1994年），初名张葆桓，男，直隶宝坻人，中国政治学者，自由主义政论与著作家。1950年代曾在台湾出版过《民主与选举》、《民权初步释义》、《自由民主论丛》、《无法出让的权利》、《自由与人权》等专著。他对自由主义的诠释不仅奠定了战后台湾自由民主理念的根基，而且对台湾后来的社会转型具有重要作用。清华大学出版社于2010年出版他的代表作《自由与权利：宪政的中国言说》。这是一位不可忽视的中国自由主义政治学家。

## 生平
1908年生于直隶宝坻。高中毕业后获保送入燕京大学哲学系。大学毕业后进入天津《大公报》担任编辑，在此期间由他主编的《现代思潮》周刊在知识界影响很大。1932年《现代思潮》停刊后，他赴美国约翰·霍普金斯大学留学。
1933年11月6日，胡适在《国闻周报》上看到张佛泉的文章——《民元以来我国在政制上的传统错误》，曾在日记中纪录该文要点，并指出“此文为近年政论中最有见地之文”。此后胡适到处打听张的情况。
1934年3月7日，胡适赴天津演讲。两天后他在日记中写道：“十二点半，到大华饭店，赴胡政之、张季鸾约，会见《大公报》与《国闻周报》的一些年青朋友，去年我在《国闻》四十四期上见张佛泉先生一文，曾到处揄扬他，且写信到哈佛托裘开明打听此人。今日也见着了。他是《大公报》派出去的。《大公报》一班人有魄力，有远见，可（所）以能造成这样一个大势力。”
胡适认识张佛泉以后，便邀请他到北京大学政治系任教。此时胡适正在《独立评论》发起“民主还是独裁”的大讨论。讨论的核心内容是如何敦促国民党尽快结束训政实行宪政。参与讨论的既有孟森、丁文江、陶孟和、张奚若、蒋廷黻、吴景超、钱端升、陶希圣、常燕生、张忠绂等“知识界巨子，言论界领袖”（陶孟和语），也有张佛泉、陈之迈等学界新秀。当时老一代学者在这个问题上产生明显分歧。许多人认为，因为中国人素质低下，所以要实行宪政需要几十年的准备。对于这种观点，胡适持反对意见。他认为所谓宪政，是一种“幼儿园的政治”。这种东西一学就会，不需要做任何准备。
站在胡适一边的主要是二十多岁的张佛泉和陈之迈。当时张佛泉在《独立评论》上发过两篇文章，一篇是《我们究竟要什么样的宪法》，另一篇是《论政治之制度化》。前一篇文章认为，民主宪政并不是高不可攀的理想，而是现代社会的一种生活方式。因此只要有一分可能，就应该实行一分民主政治。后一篇文章指出，由于城市的知识水平比乡下高出许多，所以宪政应该先从城市开始，然后再逐步推广到乡下。
抗日战争爆发后，胡适出任驻美大使，而张佛泉则赴西南联大担任政治系主任。抗日战争胜利后，张佛泉和胡适先后返回北平，共同创办了“独立时论社”。作为一家注册新闻通讯机构，该社将其成员（以北大、清华和南开的教授为主）的文稿发予全国许多报刊电台。由于“独立时论社”继承了1930年代《独立评论》杂志的公共关怀和批评精神，因此在当时影响很大。1947年，张佛泉和崔书琴在胡适的支持下，还成立了“平津市民治促进会”，目的是尽快在北平、天津等大城市实行市民自治。
1948年12月，张佛泉和胡适等人乘坐国民政府派来的飞机前往南京。随后离开大陆赴台湾。在台湾参与《自由中国》杂志的创办工作。1954年，他出任台北东吴大学政治系教授兼系主任。1956年，担任台中东海大学政治系教授兼系主任。1961年获福特基金会资助前往美国，担任哈佛大学东亚研究所研究员。1965年始担任加拿大不列颠哥伦比亚大学亚洲系教授直至1977年退休。
1994年1月6日，在加拿大去世，享年86岁。